# Idioma acaxee
El acaxee fue una lengua utoazteca meridional hablada por los acaxees en los actuales estados mexicanos de Sinaloa, Durango y quizá el suroeste de Chihuahua. Posiblemente se trataba de una lengua del grupo cahíta pero la documentación que se conserva de la lengua es más bien poca.

## Documentación
El padre Pedro Gravina que pasó 35 años en la región de los acaxees y redactó el Arte muy perfecto de la lengua acaxee, con vocabulario documento no encontrado en los archivos de la Compañía de Jesús no en otras instituciones con acervos bibliográficos de esta orden religiosa. Tampoco han aparecido las notas de y apuntes sobre el acaxee de Hernando Santorem, ni el catecismo y doctrina en acaxee del padre Gonzalo de Tapia.